# 베티 콤슨

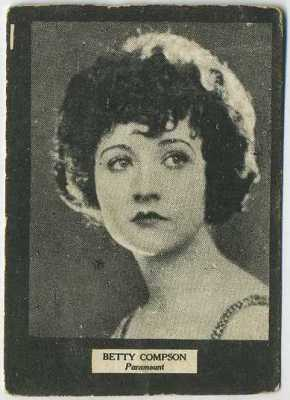

베티 콤슨(Betty Compson, 1897년 3월 19일 ~ 1974년 4월 18일)는 미국의 연극 배우, 영화배우, 영화 프로듀서, 바이올리니스트이다.
글렌데일에서 사망하였다. 사인은 심근 경색이다.

## 영화
- 스미스 부부 (1941년)
- 케이스 오브 서전트 그리샤 (1930년)
- 쇼 오브 쇼 (1929년)
- 온 위드 더 쇼! (1929년)
- 그레이트 가보 (1929년)
- 위어리 리버 (1929년)
- 뉴욕의 선창 (1928년)
- 바커 (1928년)
- 레이디스 머스트 라이브 (1921년)